# Resolució 2417 del Consell de Seguretat de les Nacions Unides
La Resolució 2417 del Consell de Seguretat de les Nacions Unides fou adoptada per unanimitat el 24 de maig de 2018. Recordant les resolucions 1296 (2000), 1894 (2009), 2175 (2014) i 2286 (2016), el Consell va condemnar l'ús com a tàctica de guerra de la fam entre els civils, així com la denegació il·legal de l'accés humanitari a les poblacions civils.
Alhora, el consell vol cridar l'atenció sobre el vincle entre els conflictes armats i la inseguretat alimentària induïda per conflictes i l'amenaça de la fam, demanant a les parts en els conflictes armats que compleixen llurs obligacions sobre protecció de civils per tal de no provocar desplaçaments forçats de població, violant el dret internacional humanitari. També els va recordar que el Consell podria considerar sancionar tant persones físiques com organitzacions que obstaculitzin el lliurament d'ajuda humanitària a civils en situació de risc.